# Брентана, Симоне
Симоне Брентана (итал. Simone Brentana; 20 января 1656, Венеция — 9 июня 1742, Верона) — итальянский живописец венецианской школы. Знаток пластической анатомии, перспективы и оптики.

## Биография
Брентана изначально посвятил себя изучению музыки, затем математики и лишь позднее открыл в себе призвание к живописи. Он поступил в Академию изящных искусств в Венеции, где был учеником Пьетро Негри. Оставшись сиротой и испытывая материальные трудности, он в 1686 году переехал в Верону, где его oценили как художника, а также помнили за его талант писать остроумную и бурлескную музыку и поэзию на венетском языке.
Симоне Брентана писал свои картины в классическом стиле венецианских живописцев XVI—XVII веков и имел множество заказчиков от частных лиц и церкви. Он умер в Вероне в 1742 году и был похоронен в церкви Сан-Пьетро-Инкарнарио.

## Галерея
- Опьянение Ноя
- Геркулес, убивающий Какуса. Холст, масло
- Посещение Святой Девой Марией Елизаветы. 1656. Холст, масло. Частное собрание
- Давид с головой Голиафа. Холст, масло
- Мученичество Святого Андрея. Ок. 1725. Холст, масло. Фонд Каваллини Сгарби, Рим
- Святой Иоанн Креститель. Холст, масло. Частное собрание